# Parapsyche kurosawai
Parapsyche kurosawai là một loài Trichoptera trong họ Hydropsychidae. Chúng phân bố ở miền Cổ bắc.